# Sigurd Rushfeldt
Sigurd Rushfeldt (Vadsø, 11 december 1972) is een voormalig betaald voetballer uit Noorwegen, die speelde als aanvaller. Hij beëindigde zijn loopbaan in 2011 en stapte toen het trainersvak in. Rushfeldt is de all-time topscorer van de Noorse hoogste divisie, de Tippeligaen. Hij is een neef van oud-profvoetballer Lars Bohinen.

## Interlandcarrière
Onder leiding van bondscoach Egil Olsen maakte Rushfeldt zijn debuut voor het Noors voetbalelftal op 5 juni 1994 in het oefenduel tegen Zweden (2-0) in Solna, net als Roar Strand (Rosenborg BK). Hij werd in dat duel na 66 minuten vervangen door aanvaller Jan Åge Fjørtoft. Rushfeldt speelde in totaal 28 interlands en scoorde zeven keer voor zijn vaderland. Hij nam met Noorwegen deel aan het WK voetbal 1994 en kwam daar één keer in actie.

## Erelijst
Tromsø
- Beker van Noorwegen

1996
 Rosenborg BK
- Landskampioen

1997, 1998, 1999
- Topscorer Tippeligaen

1997, 1998
- Beker van Noorwegen

1999
 Austria Wien
- Landskampioen

2003, 2006
- ÖFB Pokal

2003, 2005, 2006
- Oostenrijkse Supercup

2003, 2004